# Siegfried Zoppke
Siegfried Zoppke (* 30. März 1953) ist ein ehemaliger deutscher Fußballspieler.

## Karriere
Siegfried Zoppke kam 1971 von der Jugend zum Bundesligateam von Borussia Mönchengladbach. Für die Fohlen absolvierte er drei Spiele in der Saison 1971/72. Sein Debüt gab er am 14. Spieltag, als er beim 5:2-Sieg gegen Hertha BSC im Bökelbergstadion in der 83. Minute für Dietmar Danner eingewechselt wurde. Von 1977 bis 1981 spielte er für den 1. FC Viersen.